# NGC 723
NGC 723 (другие обозначения — NGC 724, ESO 477-13, MCG -4-5-16, IRAS01514-2400, PGC 7024) — галактика в созвездии Печь.
Этот объект занесён в новый общий каталог несколько раз, с обозначениями NGC 723, NGC 724.
Этот объект входит в число перечисленных в оригинальной редакции «Нового общего каталога».